# Sremský okruh
Sremský okruh (srbsky Sremski okrug, cyrilicí Сремски округ, chorvatsky Srijemski okrug, maďarsky Szerémségi Körzet, slovensky  Sriemski okres, rusínsky Сримски окрух, rumunsky Districtul Srem) se nachází na severozápadě Srbska, leží v regionu Srem v autonomní oblasti Vojvodina. Správní centrum je ve městě Sremska Mitrovica

## Správní členění

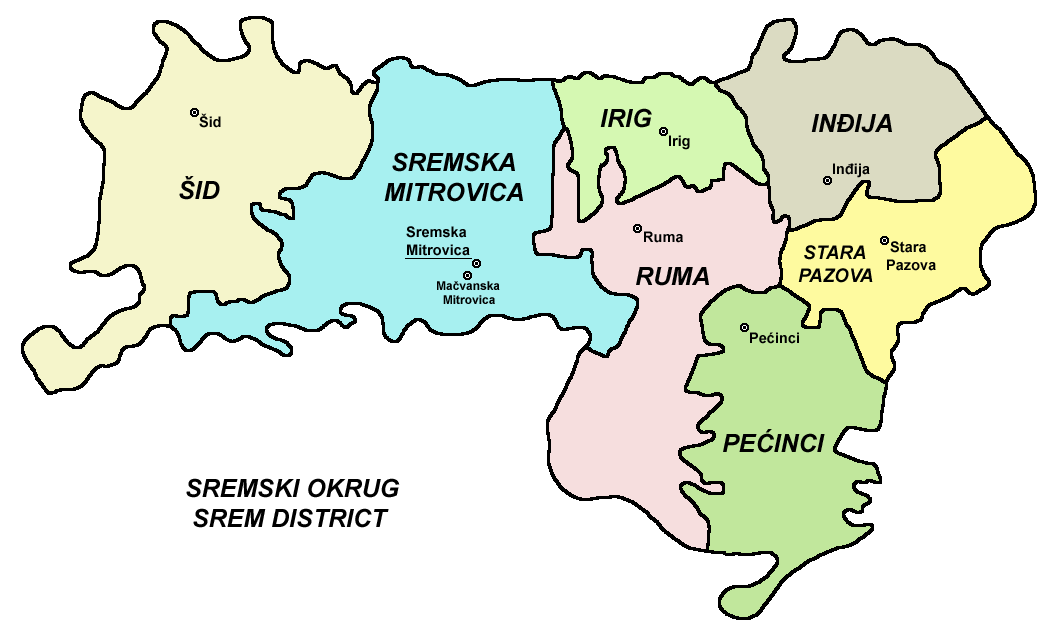
Mapa okruhu

- Šid
- Inđija
- Sremska Mitrovica
- Irig
- Ruma
- Stara Pazova
- Pećinci

## Etnické skupiny
- Srbové (84,5%)
- Chorvati (3,13%)
- Slováci (2,78%)
- Jugoslávci (1,51%)
- Maďaři (1,26%)
- Cikáni (1,03%)